# My Name Is Jermaine
My Name Is Jermaine è il terzo album in studio del cantautore e ballerino statunitense Jermaine Jackson, pubblicato dalla Motown Records nel 1976.

## Accoglienza
Nel 1975 i Jackson 5 pubblicarono quello che sarebbe stato il loro ultimo album per la Motown, Moving Violation. Non accettando che ai suoi figli continuasse ad essere vietato di scrivere le proprie canzoni, Joseph Jackson, padre e manager del gruppo musicale, portò i ragazzi a un'altra etichetta discografica. Jermaine fu l'unico a rimanere con la Motown. 
Per Jermaine questo non fu il primo album da solista, ma fu il primo dopo la sua fuoriuscita dalla band. Per la realizzazione del disco il presidente della Motown Berry Gordy procurò alcuni dei migliori produttori a sua disposizione, tra i quali Hal Davis e Jeffrey Bowen.

## Tracce
1. Let's Be Young Tonight – 5:50 (Don Daniels, Michael L. Smith)
2. Faithful (feat. Thelma Houston) – 5:14 (Don Daniels, Michael L. Smith)
3. Look Past My Life – 3:21 (Terri McFaddin, Greg Wright)
4. Bass Odyssey – 3:27 (Greg Wright)
5. Who's That Lady – 4:07 (Kenneth Lupper, Hubert Heard)
6. Lovely You're the One – 4:04 (Jeffrey Bowen, Truman Thomas, James Henry Ford)
7. Stay with Me – 2:51 (Michael B. Sutton, Brenda Sutton)
8. I Just Want to Take This Time – 4:31 (Eric Robinson, Victor Orsborn)
9. My Touch of Madness – 4:56 (Michael L. Smith)

- Arrangiamenti: Michael L. Smith, Greg Wright, Clay Drayton, Kenneth Lupper, William Bickelhaupt, Truman Thomas, Arthur G. Wright, William Goldstein

## Classifiche
| Anno | Album               | Posizioni in classifica | Posizioni in classifica |
| Anno | Album               | Billboard (Stati Uniti) | R&B (Stati Uniti)       |
| ---- | ------------------- | ----------------------- | ----------------------- |
| 1976 | My Name Is Jermaine | 164                     | 29                      |

### Singoli
| Anno | Singolo                | Posizioni in classifica | Posizioni in classifica | Posizioni in classifica |
| Anno | Singolo                | Billboard (Stati Uniti) | R&B (Stati Uniti)       | Dance (Stati Uniti)     |
| ---- | ---------------------- | ----------------------- | ----------------------- | ----------------------- |
| 1976 | Let's Be Young Tonight | 55                      | 19                      | —                       |